# Gradistye (Kutjevo)
Gradistye (horvátul: Gradište, 1910 és 1991 között Gradište Bekteško) falu Horvátországban, Pozsega-Szlavónia megyében. Közigazgatásilag Kutjevohoz tartozik.

## Fekvése
Pozsegától légvonalban 22, közúton 25 km-re északkeletre, községközpontjától 6 km-re délkeletre, a Pozsegai-medencében, a Pozsegáról Nekcsére menő 51-es főúttól északra, Bektež és Bošnjaci között fekszik. 

## Története
A határában előkerült régészeti leletek alapján itt már a történelem előtti időkben lakott emberi település volt. A középkori Gradistye első írásos említése feltételezhetően 1251-ben a közeli horsovai birtok határleírásában Szent Miklós templomának földjeként szerepel. Szent Miklós tiszteletére szentelt templomát és Péter nevű papját az 1335 körül kelt pápai tizedjegyzék említi. 1330-ban Károly Róbert király utasítására a pozsegai káptalan oklevelében leírják a gotói (Kutjevo) és a gradistyei birtokok határát, mely szerint a gradistyei birtok via magnaként említett ősi kereskedelmi úttól délen egészen a Longya folyóig terjedt. 1343-ban Lajos király a gradistyei birtokot Szécsi Miklós szlavón bánnak és testvérének Ivánkának adományozta. Az adománylevélben a birtok „Poss. Gradyscha” alakban szerepel. Az ő utódaik a Szécsiek és felső-lendvai Herczegek birtokolták az uradalmat a 14. és a 15. században is az 1413-ban itt épített várkastéllyal együtt. Róla kapta a nevét a település. 1347-ben, majd 1413-ban is említik Szent Miklós tiszteletére szentelt kőtemplomát. 1413-ban 68 jobbágytelek tartozott hozzá és vámszedőhely volt.  1440-1441-ben I. Ulászló hívei megostromolták, majd újra a Szécsieké volt. 1483-ban vásártartási joggal rendelkezett, 1499-ben pedig mezővárosként (oppidum) említik. Utolsó írásos említése 1535-ben történt, amikor Ferdinánd király Tahy Istvánnak engedte át. A török az 1536. szeptember 15. és november 6. közötti időben foglalta el. Megmaradt lakossága áttért az iszlám hitre, melléjük Boszniából pravoszláv szerbek érkeztek. A török kiűzése után a muzulmán lakosság Boszniába távozott. 1698-ban „Gradische” néven 11 portával szerepel a török uralom alól felszabadított szlavóniai települések összeírásában.  Középkori templomának maradványai 1702-ben még látszottak. A 18. században újabb szerbek települtek be.
Az első katonai felmérés térképén „Dorf Gradiste” néven található. Lipszky János 1808-ban Budán kiadott repertóriumában „Gradistye” néven szerepel.  Nagy Lajos 1829-ben kiadott művében „Gradistye” néven 76 házzal és 482 ortodox vallású lakossal találjuk. 
A településnek 1857-ben 468, 1910-ben 704 lakosa volt. 1910-ben a népszámlálás adatai szerint lakosságának 87%a szerb, 10%-a horvát, 3%-a cseh anyanyelvű volt. Pozsega vármegye Pozsegai járásának része volt. Az első világháború után 1918-ban az új szerb-horvát-szlovén állam, majd később (1929-ben) Jugoszlávia része lett. 1991-ben lakosságának 88%-a szerb, 10%-a horvát nemzetiségű volt. A településnek 2011-ben 152 lakosa volt. 

## Lakossága
| Lakosság változása | Lakosság változása | Lakosság változása | Lakosság változása | Lakosság változása | Lakosság változása | Lakosság változása | Lakosság változása | Lakosság változása | Lakosság változása | Lakosság változása | Lakosság változása | Lakosság változása | Lakosság változása | Lakosság változása | Lakosság változása |
| ------------------ | ------------------ | ------------------ | ------------------ | ------------------ | ------------------ | ------------------ | ------------------ | ------------------ | ------------------ | ------------------ | ------------------ | ------------------ | ------------------ | ------------------ | ------------------ |
| 1857               | 1869               | 1880               | 1890               | 1900               | 1910               | 1921               | 1931               | 1948               | 1953               | 1961               | 1971               | 1981               | 1991               | 2001               | 2011               |
| 468                | 482                | 467                | 574                | 654                | 704                | 696                | 833                | 575                | 551                | 522                | 385                | 324                | 301                | 246                | 152                |

## Nevezetességei
A Legszentebb Istenanya születése tiszteletére szentelt szerb pravoszláv temploma.